# Список глав Либерии
Список глав Либерии включает лиц, занимавших этот пост в Либерии с момента образования в 1839 году Содружества Либерии, объединившего американские колонии и поселения на Гвинейском побережье, и в последующий период независимой Республики Либерия, провозглашённой в 1847 году. Кроме того, приведены главы государственного образования Мэриленд, существовавшего до включения в состав Либерии в 1857 году.
Согласно статье 50 действующей конституции, вступившей в силу в 1986 году, исполнительная власть в стране возлагается на Президента Республики Либерия (англ. President of the Republic of Liberia), который является главой государства и правительства и главнокомандующим Вооружёнными силами Либерии. Президент избирается всеобщим голосованием и занимает свой пост сроком на шесть лет, начиная с полудня третьего рабочего понедельника января текущего года сразу после выборов (ни одно лицо не может служить в качестве президента более чем два срока). Конституция также предусматривает пост вице-президента, избираемого одновременно с президентом (и на той же политической основе) на равный срок. Вице-президент является председателем Сената (верхней палаты конгресса) и председательствует на его заседаниях без права голоса (кроме случаев равенства голосов). Статья 63 конституции предусматривает, что если лицо, избранное на пост президента, умирает или иным образом теряет дееспособность до вступления в должность, избранный вице-президент замещает его на полный срок; если пост президента становится вакантным по причине его смерти, отставки, импичмента или недееспособности, вице-президент замещает президентский пост для завершения оставшегося срока полномочий; если пост вице-президента становится вакантным по причине его смерти, отставки, импичмента или недееспособности, президент обязан выдвинуть кандидата, который с согласия обеих палат парламента будет приведён к присяге в должности вице-президента. В настоящее время конституцией установлен шестилетний срок президентских полномочий с правом однократного переизбрания.
В списке отражены лица, осуществлявшие высшую исполнительную власть в Либерии начиная с провозглашения её независимости в 1847 году. В случаях, когда президент получал повторные полномочия последовательно за первоначальными, раздельно отражается каждый срок полномочий, — например, семь последовательных сроков полномочий Уильяма Табмена (1944—1971 годы). Также отражён различный характер полномочий глав государства (например, единый срок нахождения во главе государства Сэмюэля Доу с 1980 по 1990 год разделён на периоды, когда он, первоначально, являлся председателем Совета народного спасения, затем возглавлял Временное Национальное собрание и, наконец, был избран президентом).
Использованная в первом столбце нумерация является условной и применена исключительно к лицам, получившим полномочия президента в конституционном порядке, — при этом в Либерии существует принятая официально нумерация президентов, при которой последовательные сроки полномочий одного лица учитываются под одним номером, раздельные (Джозефа Робертса в 1848—1856 и в 1872—1876 годах и Джеймса Пейна в 1868—1870 и в 1876—1878 годах) учитываются под различными номерами; отличающаяся официальная нумерация президентов приведена верхним индексом к основной. Условным является также использование в первом столбце цветовой заливки, служащей для упрощения восприятия принадлежности лиц к различным политическим силам без необходимости обращения к столбцу, отражающему партийную принадлежность. Наряду с партийной принадлежностью в столбце «Партия» также отражён внепартийный (независимый) статус персоналий. В столбце «Выборы» отражены состоявшиеся выборные процедуры или иные основания получения полномочий. Для удобства список разделён на принятые в историографии периоды истории страны. Приведённые в преамбулах к каждому из разделов описания этих периодов призваны пояснить особенности её политической жизни.

## Содружество Либерии (1839—1847)
5 января 1839 года колонии Монровия, Нью-Джорджия, Колдуэлл, Миллсбург, Маршалл, Бексли, Басса-Коув и Эдина образовали единое правительство под названием Содружество Либерии (англ. Commonwealth of Liberia) в соответствии с Конституцией, принятой Советом директоров Американского колонизационного общества в Вашингтоне. 4 апреля положения конституции были утверждены в Монровии губернатором Либерии, который назначался Американским колонизационным обществом.
|        | Портрет      | Имя (годы жизни)                                                 | Полномочия      | Полномочия                                   | Наименование должности                                            | Пр.         |
| Начало | Портрет      | Имя (годы жизни)                                                 | Окончание       |                                              | Наименование должности                                            | Пр.         |
| ------ | ------------ | ---------------------------------------------------------------- | --------------- | -------------------------------------------- | ----------------------------------------------------------------- | ----------- |
| —      |              | Томас Бьюкенен (1808—1841) англ. Thomas Buchanan                 | 4 апреля 1839   | 3 сентября 1841                              | Губернатор Либерии англ. Governor of Liberia                      | [ 3 ]       |
| —      |              | Джозеф Дженкинс Робертс (1809—1876) англ. Joseph Jenkins Roberts | 3 сентября 1841 | 1 марта 1842                                 | Лейтенант-губернатор Либерии англ. Lieutenant Governor of Liberia | [ 4 ] [ 5 ] |
| —      | 1 марта 1842 | Джозеф Дженкинс Робертс (1809—1876) англ. Joseph Jenkins Roberts | 26 июля 1847    | Губернатор Либерии англ. Governor of Liberia |                                                                   | [ 4 ] [ 5 ] |

## Республика Либерия (с 1847)
В соответствии с декларацией независимости, принятой и подписанной делегатами Конституционного собрания 26 июля 1847 года, Либерия была провозглашена свободным, суверенным и независимым государством под названием Республика Либерия (англ. Republic of Liberia). В период с 1847 по 1980 год президентами становились исключительно американо-либерийцы (англ. Americo-Liberians), — американские переселенцы в Либерию и их потомки. Начиная с 1878 года на протяжении более чем ста лет у власти в стране находилась Партия истинных вигов.
В первые десятилетия после провозглашения независимости страна отличалась узкой электоральной базой, поскольку коренные жители, не являвшиеся переселенцами из США или их потомками, получили гражданство страны только в 1904 году, а избирательные права — лишь в 1944 году. Согласно конституции 1847 года президент избирался на двухлетний срок, который в 1907 году был увеличен до четырёх лет (этим же изменением было установлено право неограниченного переизбрания). Запрет занимать пост президента два срока подряд был введён в 1934 году одновременно с увеличением президентского срока до восьми лет. В 1951 году ограничение на повторное избрание было отменено с условием, что последующий срок для переизбранного президента составит четыре года.
После государственного переворота, осуществлённого младшими офицерами армии во главе с Сэмюэлем Доу в 1980 году, страна неоднократно управлялась неконституционными временными правительственными органами, в том числе контролировавшими в условиях Первой (1989—1996) и Второй (1999—2003) гражданских войн только незначительную часть её территории.
| | Портрет                                                               | Имя (годы жизни)                                                                            | Полномочия      | Полномочия                                  | Партия                               | Выборы       | Пр.                  |
| Начало                                                                                                   | Портрет                                                               | Имя (годы жизни)                                                                            | Окончание       |                                             | Партия                               | Выборы       | Пр.                  |
| --- | --------------------------------------------------------------------- | ------------------------------------------------------------------------------------------- | --------------- | ------------------------------------------- | ------------------------------------ | ------------ | -------------------- |
| — |                                                                       | Джозеф Дженкинс Робертс (1809—1876) англ. Joseph Jenkins Roberts                            | 26 июля 1847    | 3 января 1848                               | независимый                          | [ комм. 3 ]  | [ 4 ] [ 5 ] [ 13 ]   |
| 1 (I—IV)                                                                                                 | 3 января 1848                                                         | Джозеф Дженкинс Робертс (1809—1876) англ. Joseph Jenkins Roberts                            | 7 января 1856   | 1847                                        | независимый                          |              | [ 4 ] [ 5 ] [ 13 ]   |
| 1 (I—IV)                                                                                                 | 3 января 1848                                                         | Джозеф Дженкинс Робертс (1809—1876) англ. Joseph Jenkins Roberts                            | 7 января 1856   | 1849                                        | независимый                          |              | [ 4 ] [ 5 ] [ 13 ]   |
| 1 (I—IV)                                                                                                 | 3 января 1848                                                         | Джозеф Дженкинс Робертс (1809—1876) англ. Joseph Jenkins Roberts                            | 7 января 1856   | 1851                                        | независимый                          |              | [ 4 ] [ 5 ] [ 13 ]   |
| 1 (I—IV)                                                                                                 | 3 января 1848                                                         | Джозеф Дженкинс Робертс (1809—1876) англ. Joseph Jenkins Roberts                            | 7 января 1856   | 1853                                        | независимый                          |              | [ 4 ] [ 5 ] [ 13 ]   |
| 2 (I—IV)                                                                                                 |                                                                       | Стивен Аллен Бенсон (1816—1865) англ. Stephen Allen Benson                                  | 7 января 1856   | 4 января 1864                               | независимый                          | 1855         | [ 14 ] [ 15 ] [ 16 ] |
| 2 (I—IV)                                                                                                 | 1857                                                                  | Стивен Аллен Бенсон (1816—1865) англ. Stephen Allen Benson                                  | 7 января 1856   | 4 января 1864                               | независимый                          |              | [ 14 ] [ 15 ] [ 16 ] |
| 2 (I—IV)                                                                                                 | 1859                                                                  | Стивен Аллен Бенсон (1816—1865) англ. Stephen Allen Benson                                  | 7 января 1856   | 4 января 1864                               | независимый                          |              | [ 14 ] [ 15 ] [ 16 ] |
| 2 (I—IV)                                                                                                 | 1861                                                                  | Стивен Аллен Бенсон (1816—1865) англ. Stephen Allen Benson                                  | 7 января 1856   | 4 января 1864                               | независимый                          |              | [ 14 ] [ 15 ] [ 16 ] |
| 3 (I—II)                                                                                                 |                                                                       | Дэниел Бэшиел Уорнер (1815—1880) англ. Daniel Bashiel Worner                                | 4 января 1864   | 6 января 1868                               | Республиканская партия               | 1863         | [ 17 ] [ 18 ] [ 19 ] |
| 3 (I—II)                                                                                                 | 1865                                                                  | Дэниел Бэшиел Уорнер (1815—1880) англ. Daniel Bashiel Worner                                | 4 января 1864   | 6 января 1868                               | Республиканская партия               |              | [ 17 ] [ 18 ] [ 19 ] |
| 4 (I) |                                                                       | Джеймс Сприггс Пейн (1819—1882) англ. James Spriggs Payne                                   | 6 января 1868   | 3 января 1870                               | Республиканская партия               | 1867         | [ 20 ] [ 21 ]        |
| 5 |                                                                       | Эдвард Джеймс Рой (1815—1872) англ. Edward James Roye                                       | 3 января 1870   | 26 октября 1871                             | Партия истинных вигов                | 1869         | [ 23 ] [ 24 ] [ 25 ] |
| — |                                                                       | Чарльз Бенедикт Данбар (1831—1878) англ. Charles Benedict Dunbar                            | 26 октября 1871 | 4 ноября 1871                               | военный                              | [ комм. 6 ]  | [ 26 ]               |
| — | Реджинальд Огастас Шерман (1838—1894) англ. Reginald Augustus Sherman |                                                                                             | 26 октября 1871 | 4 ноября 1871                               | военный                              | [ комм. 6 ]  | [ 26 ]               |
| — | Амос Херринг (1794—1873) англ. Amos Herring                           |                                                                                             | 26 октября 1871 | 4 ноября 1871                               | военный                              | [ комм. 6 ]  | [ 26 ]               |
| 6 |                                                                       | Джеймс Скивринг Смит (1825—1892) англ. James Skivring Smith                                 | 4 ноября 1871   | 1 января 1872                               | Партия истинных вигов                | [ комм. 7 ]  | [ 22 ] [ 27 ] [ 28 ] |
| 17 (V—VI)                                                                                                |                                                                       | Джозеф Дженкинс Робертс (1809—1876) англ. Joseph Jenkins Roberts                            | 1 января 1872   | 3 января 1876                               | Республиканская партия               | 1871         | [ 4 ] [ 5 ] [ 29 ]   |
| 17 (V—VI)                                                                                                | 1873                                                                  | Джозеф Дженкинс Робертс (1809—1876) англ. Joseph Jenkins Roberts                            | 1 января 1872   | 3 января 1876                               | Республиканская партия               |              | [ 4 ] [ 5 ] [ 29 ]   |
| 48 (II)                                                                                                  |                                                                       | Джеймс Сприггс Пейн (1819—1882) англ. James Spriggs Payne                                   | 3 января 1876   | 7 января 1878                               | Республиканская партия               | 1875         | [ 20 ] [ 30 ]        |
| 79 (I—III)                                                                                               |                                                                       | Энтони Уильям Гардинер (1820—1885) англ. Anthony William Gardiner                           | 7 января 1878   | 20 января 1883                              | Партия истинных вигов                | 1877         | [ 31 ] [ 32 ] [ 33 ] |
| 79 (I—III)                                                                                               | 1879                                                                  | Энтони Уильям Гардинер (1820—1885) англ. Anthony William Gardiner                           | 7 января 1878   | 20 января 1883                              | Партия истинных вигов                |              | [ 31 ] [ 32 ] [ 33 ] |
| 79 (I—III)                                                                                               | 1881                                                                  | Энтони Уильям Гардинер (1820—1885) англ. Anthony William Gardiner                           | 7 января 1878   | 20 января 1883                              | Партия истинных вигов                |              | [ 31 ] [ 32 ] [ 33 ] |
| 810 |                                                                       | Альфред Фрэнсис Расселл (1817—1884) англ. Alfred Francis Russell                            | 20 января 1883  | 7 января 1884                               | Партия истинных вигов                | [ комм. 9 ]  | [ 34 ] [ 35 ]        |
| 911 (I—IV)                                                                                               |                                                                       | Хилари Ричард Райт Джонсон (1837—1901) англ. Hilary Richard Wright Johnson                  | 7 января 1884   | 4 января 1892                               | Партия истинных вигов                | 1883         | [ 36 ] [ 37 ]        |
| 911 (I—IV)                                                                                               | 1885                                                                  | Хилари Ричард Райт Джонсон (1837—1901) англ. Hilary Richard Wright Johnson                  | 7 января 1884   | 4 января 1892                               | Партия истинных вигов                |              | [ 36 ] [ 37 ]        |
| 911 (I—IV)                                                                                               | 1887                                                                  | Хилари Ричард Райт Джонсон (1837—1901) англ. Hilary Richard Wright Johnson                  | 7 января 1884   | 4 января 1892                               | Партия истинных вигов                |              | [ 36 ] [ 37 ]        |
| 911 (I—IV)                                                                                               | 1889                                                                  | Хилари Ричард Райт Джонсон (1837—1901) англ. Hilary Richard Wright Johnson                  | 7 января 1884   | 4 января 1892                               | Партия истинных вигов                |              | [ 36 ] [ 37 ]        |
| 1012 (I—III)                                                                                             |                                                                       | Джозеф Джеймс Чизмен (1843—1896) англ. Joseph James Cheeseman                               | 4 января 1892   | 12 ноября 1896                              | Партия истинных вигов                | 1891         | [ 38 ] [ 39 ]        |
| 1012 (I—III)                                                                                             | 1893                                                                  | Джозеф Джеймс Чизмен (1843—1896) англ. Joseph James Cheeseman                               | 4 января 1892   | 12 ноября 1896                              | Партия истинных вигов                |              | [ 38 ] [ 39 ]        |
| 1012 (I—III)                                                                                             | 1895                                                                  | Джозеф Джеймс Чизмен (1843—1896) англ. Joseph James Cheeseman                               | 4 января 1892   | 12 ноября 1896                              | Партия истинных вигов                |              | [ 38 ] [ 39 ]        |
| 1113 (I—III)                                                                                             |                                                                       | Уильям Дэвид Колеман (1842—1908) англ. William David Coleman                                | 12 ноября 1896  | 11 декабря 1900                             | Партия истинных вигов                | [ комм. 9 ]  | [ 40 ] [ 41 ] [ 42 ] |
| 1113 (I—III)                                                                                             | 1897                                                                  | Уильям Дэвид Колеман (1842—1908) англ. William David Coleman                                | 12 ноября 1896  | 11 декабря 1900                             | Партия истинных вигов                |              | [ 40 ] [ 41 ] [ 42 ] |
| 1113 (I—III)                                                                                             | 1899                                                                  | Уильям Дэвид Колеман (1842—1908) англ. William David Coleman                                | 12 ноября 1896  | 11 декабря 1900                             | Партия истинных вигов                |              | [ 40 ] [ 41 ] [ 42 ] |
| и. о. |                                                                       | Гарретсон Уилмот Гибсон (1832—1910) англ. Garretson Wilmot Gibson                           | 11 декабря 1900 | 6 января 1902                               | Партия истинных вигов                | [ комм. 12 ] | [ 43 ]               |
| 1214 | 6 января 1902                                                         | Гарретсон Уилмот Гибсон (1832—1910) англ. Garretson Wilmot Gibson                           | 4 января 1904   | 1901                                        | Партия истинных вигов                |              | [ 43 ]               |
| 1315 (I—III)                                                                                             |                                                                       | Артур Баркли (1854—1938) англ. Arthur Barclay                                               | 4 января 1904   | 1 января 1912                               | Партия истинных вигов                | 1903         | [ 44 ] [ 45 ] [ 46 ] |
| 1315 (I—III)                                                                                             | 1905                                                                  | Артур Баркли (1854—1938) англ. Arthur Barclay                                               | 4 января 1904   | 1 января 1912                               | Партия истинных вигов                |              | [ 44 ] [ 45 ] [ 46 ] |
| 1315 (I—III)                                                                                             | 1907                                                                  | Артур Баркли (1854—1938) англ. Arthur Barclay                                               | 4 января 1904   | 1 января 1912                               | Партия истинных вигов                |              | [ 44 ] [ 45 ] [ 46 ] |
| 1416 (I—II)                                                                                              |                                                                       | Даниэл Эдвард Ховард (1861—1935) англ. Daniel Edward Howard                                 | 1 января 1912   | 5 января 1920                               | Партия истинных вигов                | 1911         | [ 47 ] [ 48 ] [ 49 ] |
| 1416 (I—II)                                                                                              | 1915                                                                  | Даниэл Эдвард Ховард (1861—1935) англ. Daniel Edward Howard                                 | 1 января 1912   | 5 января 1920                               | Партия истинных вигов                |              | [ 47 ] [ 48 ] [ 49 ] |
| 1517 (I—III)                                                                                             |                                                                       | Чарльз Данбэр Бёрджесс Кинг (1875—1961) англ. Charles Dunbar Burgess King                   | 5 января 1920   | 3 декабря 1930                              | Партия истинных вигов                | 1919         | [ 50 ] [ 51 ] [ 52 ] |
| 1517 (I—III)                                                                                             | 1923                                                                  | Чарльз Данбэр Бёрджесс Кинг (1875—1961) англ. Charles Dunbar Burgess King                   | 5 января 1920   | 3 декабря 1930                              | Партия истинных вигов                |              | [ 50 ] [ 51 ] [ 52 ] |
| 1517 (I—III)                                                                                             | 1927                                                                  | Чарльз Данбэр Бёрджесс Кинг (1875—1961) англ. Charles Dunbar Burgess King                   | 5 января 1920   | 3 декабря 1930                              | Партия истинных вигов                |              | [ 50 ] [ 51 ] [ 52 ] |
| и. о. |                                                                       | Эдвин Джеймс Баркли (1882—1955) англ. Edwin James Barclay                                   | 3 декабря 1930  | 4 января 1932                               | Партия истинных вигов                | [ комм. 14 ] | [ 53 ] [ 54 ] [ 55 ] |
| 1618 (I—II)                                                                                              | 4 января 1932                                                         | Эдвин Джеймс Баркли (1882—1955) англ. Edwin James Barclay                                   | 3 января 1944   | 1931                                        | Партия истинных вигов                |              | [ 53 ] [ 54 ] [ 55 ] |
| 1618 (I—II)                                                                                              | 4 января 1932                                                         | Эдвин Джеймс Баркли (1882—1955) англ. Edwin James Barclay                                   | 3 января 1944   | 1939                                        | Партия истинных вигов                |              | [ 53 ] [ 54 ] [ 55 ] |
| 1719 (I—VII)                                                                                             |                                                                       | Уильям Ваканарат Шадрак Табмен (1895—1971) англ. William Vacanarat Shadrach Tubman          | 3 января 1944   | 23 июля 1971                                | Партия истинных вигов                | 1943         | [ 56 ] [ 57 ] [ 58 ] |
| 1719 (I—VII)                                                                                             | 1951                                                                  | Уильям Ваканарат Шадрак Табмен (1895—1971) англ. William Vacanarat Shadrach Tubman          | 3 января 1944   | 23 июля 1971                                | Партия истинных вигов                |              | [ 56 ] [ 57 ] [ 58 ] |
| 1719 (I—VII)                                                                                             | 1955                                                                  | Уильям Ваканарат Шадрак Табмен (1895—1971) англ. William Vacanarat Shadrach Tubman          | 3 января 1944   | 23 июля 1971                                | Партия истинных вигов                |              | [ 56 ] [ 57 ] [ 58 ] |
| 1719 (I—VII)                                                                                             | 1959                                                                  | Уильям Ваканарат Шадрак Табмен (1895—1971) англ. William Vacanarat Shadrach Tubman          | 3 января 1944   | 23 июля 1971                                | Партия истинных вигов                |              | [ 56 ] [ 57 ] [ 58 ] |
| 1719 (I—VII)                                                                                             | 1963                                                                  | Уильям Ваканарат Шадрак Табмен (1895—1971) англ. William Vacanarat Shadrach Tubman          | 3 января 1944   | 23 июля 1971                                | Партия истинных вигов                |              | [ 56 ] [ 57 ] [ 58 ] |
| 1719 (I—VII)                                                                                             | 1967                                                                  | Уильям Ваканарат Шадрак Табмен (1895—1971) англ. William Vacanarat Shadrach Tubman          | 3 января 1944   | 23 июля 1971                                | Партия истинных вигов                |              | [ 56 ] [ 57 ] [ 58 ] |
| 1719 (I—VII)                                                                                             | 1971                                                                  | Уильям Ваканарат Шадрак Табмен (1895—1971) англ. William Vacanarat Shadrach Tubman          | 3 января 1944   | 23 июля 1971                                | Партия истинных вигов                |              | [ 56 ] [ 57 ] [ 58 ] |
| 1820 (I—II)                                                                                              |                                                                       | пастор Уильям Ричард Толберт (1913—1980) англ. William Richard Tolbert                      | 23 июля 1971    | 12 апреля 1980                              | Партия истинных вигов                | [ комм. 9 ]  | [ 59 ] [ 60 ] [ 61 ] |
| 1820 (I—II)                                                                                              | 1975                                                                  | пастор Уильям Ричард Толберт (1913—1980) англ. William Richard Tolbert                      | 23 июля 1971    | 12 апреля 1980                              | Партия истинных вигов                |              | [ 59 ] [ 60 ] [ 61 ] |
| — |                                                                       | мастер-сержант Сэмюэл Каньон Доу (1951—1990) англ. Samuel Kanyon Doe                        | 12 апреля 1980  | 25 июля 1984                                | военный                              | [ комм. 18 ] | [ 62 ] [ 63 ] [ 64 ] |
| — | 26 июля 1984                                                          | мастер-сержант Сэмюэл Каньон Доу (1951—1990) англ. Samuel Kanyon Doe                        | 6 января 1986   | [ комм. 19 ]                                | военный                              |              | [ 62 ] [ 63 ] [ 64 ] |
| 1921 | 6 января 1986                                                         | мастер-сержант Сэмюэл Каньон Доу (1951—1990) англ. Samuel Kanyon Doe                        | 9 сентября 1990 | Национальная демократическая партия Либерии | 1985                                 |              | [ 62 ] [ 63 ] [ 64 ] |
| С 9 сентября по 22 ноября 1990 года — центральная власть отсутствовала в период первой гражданской войны |                                                                       |                                                                                             |                 |                                             |                                      |              |                      |
| — |                                                                       | Амос Клодиус Сойер (1945—2022) англ. Amos Claudius Sawyer                                   | 22 ноября 1990  | 7 марта 1994                                | Либерийская народная партия          | [ комм. 21 ] | [ 11 ] [ 65 ] [ 66 ] |
| — |                                                                       | Дэвид Дональд Кпормакпор (1935—2010) англ. David Donald Kpormakpor                          | 7 марта 1994    | 1 сентября 1995                             | независимый                          | [ комм. 22 ] | [ 11 ] [ 65 ] [ 66 ] |
| — |                                                                       | Уилтон Гбаколо Сенгбе Санкавуло (1937—2009) англ. Wilton Gbakolo Sengbe Sankawulo           | 1 сентября 1995 | 3 сентября 1996                             | независимый                          | [ комм. 22 ] | [ 11 ] [ 65 ] [ 66 ] |
| — |                                                                       | Рут Сандо Фанбулле Перри (1939—2017) англ. Ruth Sando Fahnbulleh Perry                      | 3 сентября 1996 | 2 августа 1997                              | независимый                          | [ комм. 22 ] | [ 11 ] [ 65 ] [ 66 ] |
| 2022 |                                                                       | Чарльз МакАртур Ганкай Тейлор (1948—) англ. Charles McArthur Ghankay Taylor                 | 2 августа 1997  | 11 августа 2003                             | Национальная патриотическая партия   | 1997         | [ 67 ] [ 68 ] [ 69 ] |
| 2123 |                                                                       | Мозес Зе Бла (1947—2013) англ. Moses Zeh Blah                                               | 11 августа 2003 | 14 октября 2003                             | Национальная патриотическая партия   | [ комм. 9 ]  | [ 12 ] [ 70 ]        |
| — |                                                                       | Чарльз Джиюд Брайант (1949—2014) англ. Charles Gyude Bryant                                 | 14 октября 2003 | 16 января 2006                              | Партия либеральных действий          | [ комм. 25 ] | [ 12 ] [ 71 ] [ 72 ] |
| 2224 (I—II)                                                                                              |                                                                       | Элен Джонсон-Серлиф (1938—) англ. Ellen Johnson-Sirleaf                                     | 16 января 2006  | 22 января 2018                              | Партия единства                      | 2005         | [ 73 ] [ 74 ] [ 75 ] |
| 2224 (I—II)                                                                                              | 2011                                                                  | Элен Джонсон-Серлиф (1938—) англ. Ellen Johnson-Sirleaf                                     | 16 января 2006  | 22 января 2018                              | Партия единства                      |              | [ 73 ] [ 74 ] [ 75 ] |
| 2325 |                                                                       | Джордж Таулон Манне Оппонг Аусман Веа (1966—) англ. George Tawlon Manneh Oppong Ousman Weah | 22 января 2018  | 22 января 2024                              | Коалиция за демократические перемены | 2017         | [ 76 ] [ 77 ]        |
| 2426 |                                                                       | Джозеф Ньюма Боакаи (1944—) англ. Joseph Nyumah Boakai                                      | 22 января 2024  | действующий                                 | Партия единства                      | 2023         | [ 78 ] [ 79 ]        |

## Мэриленд в Либерии (1854—1857)

Флаг Мэриленда в Либерии

После того как в 1838 году другие афроамериканские поселенцы объединились в Содружество Либерии, провозгласившее свою независимость в 1847 году, колония Мэриленд в Либерии (англ. Maryland in Liberia) оставалась обособленной, поскольку Колонизационное общество штата Мэриленд желало сохранить свою торговую монополию в регионе. 31 января 1853 года на референдуме было одобрено создание независимого правительства, 14 февраля 1854 года в Балтиморе (Мэриленд, США) было подписано Соглашение между Колонизационным обществом штата Мэриленд и уполномоченными штата Мэриленд в Либерии, 29 мая последний был провозглашён свободным, суверенным и независимым государством со столицей в Харпере под названием Содружество Мэриленд в Либерии (англ. Commonwealth of Maryland in Liberia), или Государство Мэриленд в Либерии (англ. State of Maryland in Liberia), в соответствии с Конституцией, принятой Конституционным собранием 29 марта 1853 года и одобренной на референдуме 29 марта 1854 года..
Вскоре местные племена напали на новое государство, которое обратилось за помощью к Либерии. Объединённое ополчение отбросило нападавших, однако в целях безопасности Мэриленд был включён в состав Либерии, став её графством: на состоявшемся 24 февраля 1857 года референдуме присоединение была единогласно одобрено, 28 февраля в Харпере уполномоченными государства Мэриленд в Либерии были подписаны Петиция и условия присоединения графства Мэриленд в Либерии к Республике (англ. Petition for and Terms of County Annexation of Maryland in Liberia to the Republic), 3 марта в соответствии с ними было распущено независимое правительство Мэриленда.
|          | Портрет        | Имя (годы жизни)                                                 | Полномочия      | Полномочия                                                                                   | Наименование должности                                                                                            | Пр.    |
| Начало   | Портрет        | Имя (годы жизни)                                                 | Окончание       |                                                                                              | Наименование должности                                                                                            | Пр.    |
| -------- | -------------- | ---------------------------------------------------------------- | --------------- | -------------------------------------------------------------------------------------------- | --- | ------ |
| А        |                | Уильям Аллен Праут (?—1856) англ. William Allen Prout            | 8 июня 1854     | 17 декабря 1855                                                                              | Губернатор Государства Мэриленд в Либерии англ. Governor of the State of Maryland in Liberia                      | [ 85 ] |
| Б (I—II) |                | Бостон Дженкинс Дрейтон (1821—1865) англ. Boston Jenkins Drayton | 17 декабря 1855 | 3 августа 1856                                                                               | Лейтенант-губернатор Государства Мэриленд в Либерии англ. Lieutenant Governor of the State of Maryland in Liberia | [ 83 ] |
| Б (I—II) | 3 августа 1856 | Бостон Дженкинс Дрейтон (1821—1865) англ. Boston Jenkins Drayton | 3 марта 1857    | Губернатор Государства Мэриленд в Либерии англ. Governor of the State of Maryland in Liberia | | [ 83 ] |

## Резиденция

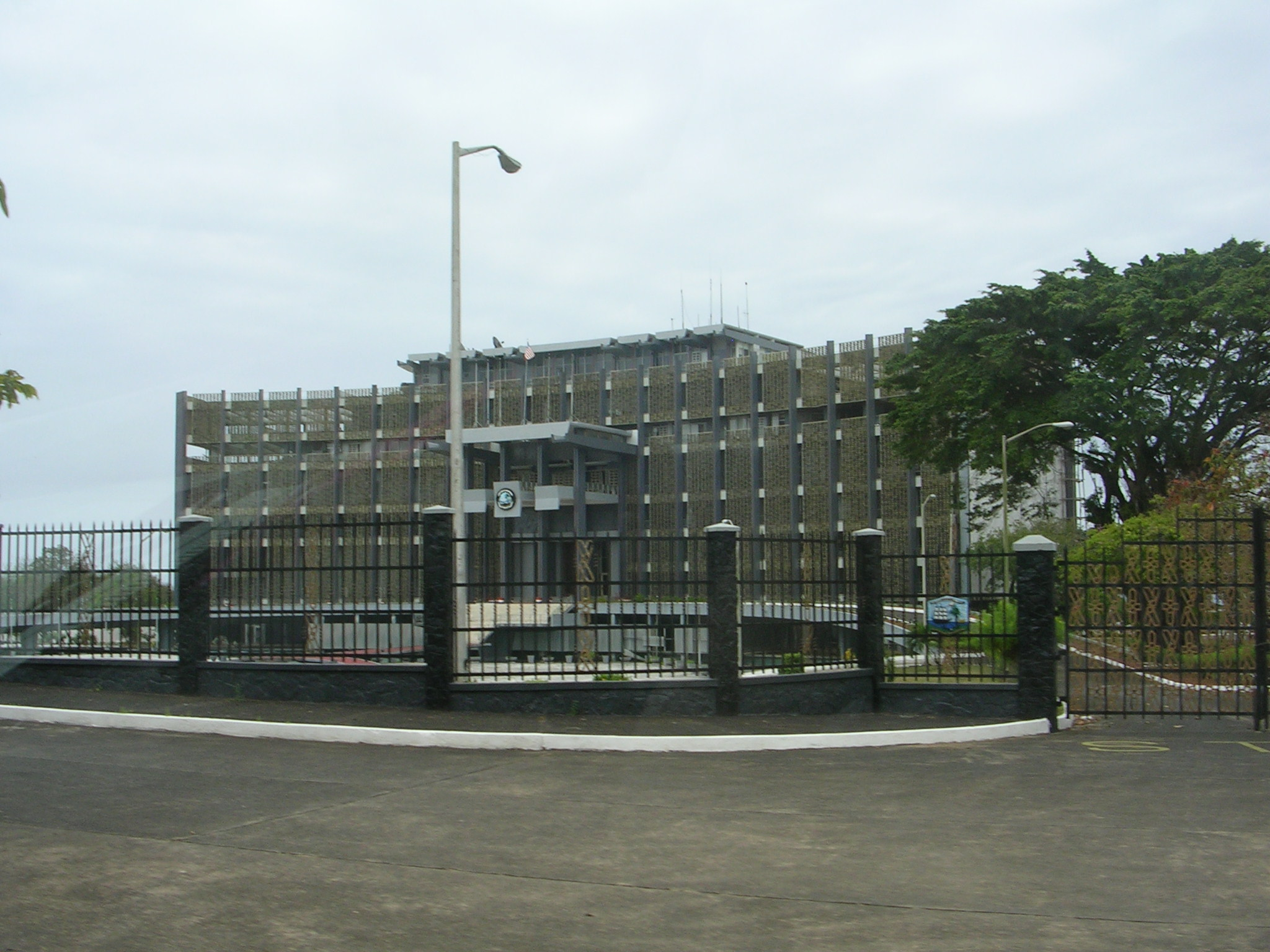
Представительский особняк в Монровии

Президент Либерии проживает и работает в представительском особняке в столице страны Монровии. Расположенное в районе Капитолийского холма современное здание было построено во время президентства Уильяма Табмена (строительство велось с 1961 по 1964 год). На слушаниях комиссии по установлению истины и примирению были приведены свидетельства того, что резиденция использовалась для массовых казней и жертвоприношений во время правления Сэмюэла Доу (1980—1990 годы) и была местом многочисленных жертв в ходе удачных и неудачных государственных переворотов (начиная с гибели 12 апреля 1980 года президента Уильяма Толберта). Комплекс был уничтожен пожаром 26 июля 2006 года во время празднования 159-й годовщины принятия либерийской Декларации независимости (президент Эллен Джонсон-Серлиф в это время принимала иностранных гостей и высокопоставленных лиц в его садах). По состоянию на 2018 год процесс реконструкции продолжался.